# Spoorlijn 147 (Tsjechië)
Spoorlijn 147 is een 16 kilometer lange spoorlijn in Tsjechië en Duitsland. De lijn loopt van het station Františkovy Lázně naar het noorden. Ongeveer vier kilometer van het traject, tussen Vojtanov en Plesná, loopt het traject door Duitsland. Vervolgens ligt het laatste deel van de lijn weer op Tsjechisch grondgebied en ligt het eindpunt van de lijn op de Tsjechisch-Duitse grens. In Duitsland gaat de lijn vervolgens verder als spoorlijn van de Deutsche Bahn naar Bad Brambach.
De opening van de lijn vond plaats op 1 november 1865. De spoorlijn was aangelegd door de Sächsische Staatsbahnen (Saksische Staatsspoorwegen).